# Jet lag (pel·lícula)
Jet lag  (títol original: Décalage horaire) és una pel·lícula francesa dirigida per Danièle Thompson, estrenada l'any 2002. Ha estat doblada al català

## Argument
Juliette Binoche i Jean Reno encarnen dos desconeguts que es troben a l'aeroport Charles de Gaulle quan els seus vols són anul·lats per una vaga dels aeroports de París i per les condicions climàtiques difícils: Rosa (Juliette Binoche), una dona obsessionada per la seu aparença i el seu maquillatge — que conrea com una armadura dèbil i hiper-compassiva cap als que estima, però franca i xerraire, i Félix (Jean Reno), un antic cap de cuina, convertit en el rei de la cuina dels congelats als Estats Units, estressat, ple de prejudicis i de malaptesa.
Rosa investiga una nova vida com a esteticista en un hotel de luxe a Acapulco a Mèxic, lluny del seu company que la maltracta, Sergio (encarnat per Sergi Lopez), mentre que Félix va a Múnic per trobar la seva ex-companya, que ha refet la seva vida, amb l'ocasió del funeral de l'àvia d'aquesta.

## Repartiment
- Juliette Binoche: Rosa
- Jean Reno: Félix
- Sergi López: Sergio
- Scali Delpeyrat: el metge

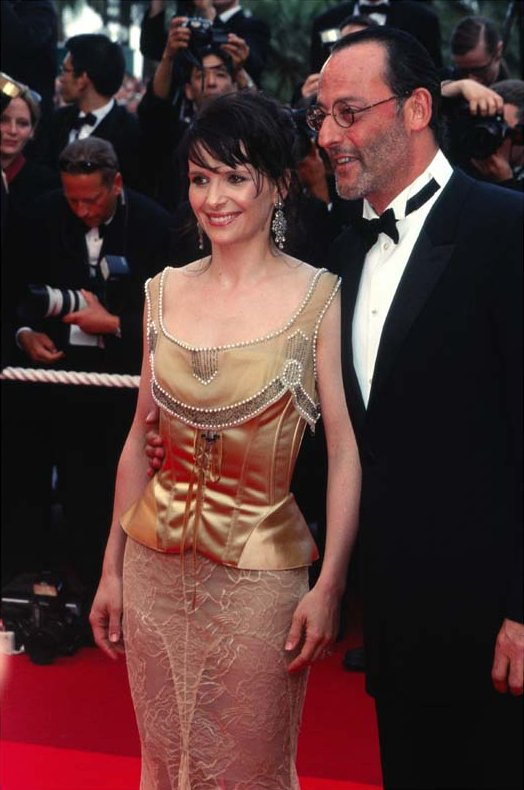
Els caps de cartell del film al Festival de Canes 2002.

- Karine Belly: una encarregda d'Air France
- Raoul Billerey: el pare de Félix
- Nadège Beausson-Diagne: una passatgera de Roissy
- Alice Taglioni: una hostessa
- Jérôme Keen: el conserge
- Sébastien Lalanne: el barman
- Michel Lepriol: el servidor
- Laurence Colussi: Hostessa
- Lucy Harrison: Hostessa
- Rebecca Steele: Hostessa
- Thiam Aïssatou: Hostessa

## Al voltant de la pel·lícula
- Juliette Binoche va reemplaçar Isabelle Adjani en el paper principal.
- L'escena de la piscina té lloc a l'Hotel Costes, 239 carrer Saint Honoré, 75001 París.
- Nominació al César a la millor actriu 2003 per a Juliette Binoche